# Anders Samuelsen
Pour les articles homonymes, voir Samuelsen.
Anders Samuelsen, né le 1er août 1967 à Horsens (Danemark), est un homme politique danois. Il est un des trois fondateurs du parti de l'Alliance libérale en 2007, parti qu'il préside de 2009 à 2019. Il est ministre des Affaires étrangères de 2016 à 2019.

## Biographie
Il obtient une maîtrise en sciences politiques à l'université d'Aarhus en 1993, puis travaille ensuite au sein d'un collège pour sourds.
Engagé au Parti social libéral, il est candidat aux élections législatives de 1994 et 1998. Il ne parvient pas à remporter de siège au Folketing, mais devient suppléant de son parti dans sa circonscription. À ce titre, il siègeà plusieurs reprises comme membre temporaire du Parlement pendant des absences de ses collègues, d'abord quelques jours en décembre 1997, puis en continu de mars 1998 à novembre 2001. Il est finalement lui-même élu membre de plein exercice du Folketing lors des élections législatives de 2001.
En juin 2003, il est désigné comme tête de liste du Parti social libéral pour les élections européennes de 2004. Sa liste rassemble 6,4 % des suffrages et remporte un siège au Parlement européen. Il quitte le Folketing le 30 juin 2004 en prévision de son mandat européen. Au Parlement européen, il siège au sein du groupe ADLE et de la commission des budgets.
En mai 2007, Samuelsen quitte le Parti social libéral pour fonder la Nouvelle alliance avec Naser Khader et Gitte Seeberg. Malgré des sondages initialement très prometteurs, le parti ne remporte que cinq sièges lors des élections législatives anticipées de novembre 2007,. Samuelsen quitte alors le Parlement européen et revient au Folketing.
Il devient président de l'Alliance libérale, nouveau nom de la Nouvelle alliance, le 5 janvier 2009, quand Naser Khader annonce quitter le parti. Gitte Seeberg ayant également quitté la formation un an auparavant, Samulesen est alors le seul des trois fondateurs encore encarté dans un parti profondément en crise.
Il est réélu lors des élections législatives de 2011 qui voient la progression de l'Alliance libérale, portée à neuf sièges au Folketing.
Lors des élections législatives de juin 2015, l'Alliance libérale remporte 13 sièges, le meilleur résultat de son histoire. Le lendemain, Samuelsen exprime son souhait de voir un gouvernement majoritaire être formé sous la direction de Lars Løkke Rasmussen, composé de Venstre, du Parti populaire conservateur, du Parti populaire danois et de l'Alliance libérale. Après l'échec des négociations pour un gouvernement quadripartite, l'Alliance libérale apporte un soutien sans participation à un gouvernement dirigé par Rasmussen et uniquement composé de membres de son parti.
Au cours de l'année 2016, Samuelsen et l'Alliance libérale, alors soutiens du gouvernement de Lars Løkke Rasmussen, menacent de le renverser en raison d'une divergence sur la politique fiscale. Face à cette menace, le Premier ministre annonce le 19 novembre inviter l'Alliance libérale et le Parti populaire conservateur à des négociations pour former un gouverement de coalition. Ces négociations aboutissent le 27 novembre et Samuelsen est nommé le lendemain au poste de ministre des Affaires étrangères. Son portefeuille est toutefois plus restreint que celui de son prédécesseur, les compétences de coopération et de développement étant confiées à un ministère indépendant.
Lors des élections législatives du 5 juin 2019, l'Alliance libérale perd 9 de ses 13 sièges au Folketing, et Samuelsen lui-même n'est pas réélu. Il annonce le lendemain sa démission de la présidence du parti.

## Distinctions
- Grand-croix de l'ordre de la Couronne (2017)